# Broddi Kristjánsson
Broddi Kristjánsson (* 8. Dezember 1960) ist ein isländischer Badmintonspieler.

## Karriere
Broddi Kristjánsson nahm 1992 sowohl im Herrendoppel als auch im Herreneinzel an Olympia teil. Er verlor dabei jeweils in Runde eins und wurde somit 17. im Doppel und 33. im Einzel.
Broddi Kristjánsson wurde zwischen 1980 und 2006 insgesamt vierzehn Mal Isländischer Meister im Einzel, zwanzig Mal Meister im Doppel und acht Mal Meister im Mixed.
- Isländischer Meister (Einzel): 1980–1984, 1986, 1988–1990, 1992, 1993, 1995, 1998, 2002
- Isländischer Meister (Doppel): 1980, 1981 (mit Jóhann Kjartansson), 1982, 1999 (mit Guðmundur Adolfsson), 1984–1987, 1990 (mit Þorsteinn Páll Hængsson), 1991–1998 (mit Árni Þór Hallgrímsson), 2003, 2005, 2006 (mit Helgi Jóhannesson)
- Isländischer Meister (Mixed): 1982–1986 (mit Kristín Magnúsdóttir), 1994, 1996 (mit Elsa Nielsen), 1999 (mit Drífa Harðardóttir)

Die Iceland International gewann Broddi Kristjánsson 1987, 1989, 1990, 1994 und 1995 im Einzel; 1987, 1989 und 1990 gewann er das Doppelturnier mit seinem Partner Þorsteinn Páll Hængsson, 1994, 1995, 1996 und 1998 mit Árni Þór Hallgrímsson. Im Jahr 1987 gewann der Isländer außerdem das Mixedturnier mit seiner Partnerin Kristín Magnúsdóttir, zwei Jahre später mit Þórdís Edwald sowie weitere zwei Jahre später mit der Schwedin Lim Xiaoqing an seiner Seite.
Außerdem konnte Broddi Kristjánsson gemeinsam mit Árni Þór Hallgrímsson das Doppelturnier der Spanish International 1995 für sich entscheiden.